# Чемпіонат Європи з легкої атлетики в приміщенні 1977
Чемпіонат Європи з легкої атлетики в приміщенні 1977 відбувся 12-13 березня в Сан-Себастьяні на арені велодрому «Аноета».

## Призери

### Чоловіки
| Дисципліни            | Золото                        | Золото      | Срібло                      | Срібло  | Бронза                   | Бронза  |
| --------------------- | ----------------------------- | ----------- | --------------------------- | ------- | ------------------------ | ------- |
| 60 метрів             | Валерій Борзов СРСР           | 6,59        | Хрістер Гарпенборг Швеція   | 6,60    | Мар'ян Воронін Польща    | 6,67    |
| 400 метрів            | Альфонс Брейденбах Бельгія    | 46,53       | Франсіс Демартон Франція    | 47,11   | Мар'ян Генсицький Польща | 47,21   |
| 800 метрів            | Себастьян Коу Велика Британія | 1.46,54 CR  | Ервін Гольке НДР            | 1.47,2h | Рольф Гізін Швейцарія    | 1.47,6h |
| 1500 метрів           | Юрген Штрауб НДР              | 3.46,5h     | Пауль-Гайнц Велльман ФРН    | 3.46,6h | Янош Земен Угорщина      | 3.46,6h |
| 3000 метрів           | Карл Флешен ФРН               | 7.57,5h     | Пекка Пяйвярінта Фінляндія  | 7.59,3h | Маркус Ріффель Швейцарія | 8.00,3h |
| 60 метрів з бар'єрами | Томас Мункельт НДР            | 7,62 WIB CR | Віктор Мясников СРСР        | 7,79    | Арто Брюггаре Фінляндія  | 7,79    |
| Стрибки у висоту      | Яцек Вшола СРСР               | 2,25 CR     | Рольф Байльшмідт НДР        | 2,22    | Руд Віларт Нідерланди    | 2,22    |
| Стрибки з жердиною    | Владислав Козакевич Польща    | 5,51 CR     | Антті Калліомякі Фінляндія  | 5,31    | Маріуш Климчик Польща    | 5,20    |
| Стрибки у довжину     | Ганс Баумгартнер ФРН          | 7,99        | Лутц Франке НДР             | 7,89    | Ласло Сальма Угорщина    | 7,78    |
| Потрійний стрибок     | Віктор Санєєв СРСР            | 16,65       | Яак Уудмяе СРСР             | 16,46   | Бернар Ламітьє Франція   | 16,45   |
| Штовхання ядра        | Хрейдн Халльдоурссон Ісландія | 20,59       | Джефф Кейпс Велика Британія | 20,46   | Владислав Комар Польща   | 20,17   |

### Жінки
| Дисципліни            | Золото                            | Золото         | Срібло                       | Срібло  | Бронза                    | Бронза  |
| --------------------- | --------------------------------- | -------------- | ---------------------------- | ------- | ------------------------- | ------- |
| 60 метрів             | Марліс Ґер НДР                    | 7,17           | Людмила Сторожкова СРСР      | 7,24    | Ріта Боттільєрі Італія    | 7,34    |
| 400 метрів            | Маріта Кох НДР                    | 51,14 WIB CR   | Верона Елдер Велика Британія | 52,75   | Єліца Павличич Югославія  | 53,49   |
| 800 метрів            | Джейн Коулбрук Велика Британія    | 2.01,12 WIB CR | Тотка Петрова Болгарія       | 2.01,17 | Ельжбета Католик Польща   | 2.01,3h |
| 1500 метрів           | Мері Стюарт Велика Британія       | 4.09,37 CR     | Весела Яцинська Болгарія     | 4.10,0  | Румяна Чавдарова Болгарія | 4.11,3  |
| 60 метрів з бар'єрами | Любов Никитенко СРСР              | 8,29           | Зофія Філіп Польща           | 8,34    | Ріта Боттільєрі Італія    | 8,39    |
| Стрибки у висоту      | Сара Сімеоні Італія               | 1,92 CR        | Брігітте Хольцапфель ФРН     | 1,89    | Самуель Едіт Угорщина     | 1,86    |
| Стрибки у довжину     | Ярміла Нигринова Чехословаччина   | 6,63           | Ердельї Ільдіко Угорщина     | 6,55    | Гайдемарі Віциск НДР      | 6,40    |
| Штовхання ядра        | Гелена Фібінгерова Чехословаччина | 21,46 CR       | Ілона Слюп'янек НДР          | 21,12   | Єва Вільмс ФРН            | 20,87   |

## Медальний залік
| Місце                | Країна               | Золото | Срібло | Бронза | Загалом |
| -------------------- | -------------------- | ------ | ------ | ------ | ------- |
| 1                    | НДР                  | 4      | 4      | 1      | 9       |
| 2                    | СРСР                 | 3      | 3      | 0      | 6       |
| 3                    | Велика Британія      | 3      | 2      | 0      | 5       |
| 4                    | ФРН                  | 2      | 2      | 1      | 5       |
| 5                    | Польща               | 2      | 1      | 5      | 8       |
| 6                    | Чехословаччина       | 2      | 0      | 0      | 2       |
| 7                    | Італія               | 1      | 0      | 2      | 3       |
| 8                    | Ісландія             | 1      | 0      | 0      | 1       |
| 8                    | Бельгія              | 1      | 0      | 0      | 1       |
| 10                   | Болгарія             | 0      | 2      | 1      | 3       |
| 10                   | Фінляндія            | 0      | 2      | 1      | 3       |
| 12                   | Угорщина             | 0      | 1      | 3      | 4       |
| 13                   | Франція              | 0      | 1      | 1      | 2       |
| 14                   | Швеція               | 0      | 1      | 0      | 1       |
| 15                   | Швейцарія            | 0      | 0      | 2      | 2       |
| 16                   | Югославія            | 0      | 0      | 1      | 1       |
| 16                   | Нідерланди           | 0      | 0      | 1      | 1       |
| Загалом (17 збірних) | Загалом (17 збірних) | 19     | 19     | 19     | 57      |

## Відео
- Відеозвіт на YouTube

## Виступ українців
| Чоловіки (3) | Чоловіки (3)      | Чоловіки (3) | Чоловіки (3) |
| Місце        | Атлет             | Дисципліна   | Результат    |
| ------------ | ----------------- | ------------ | ------------ |
| 1            | Валерій Борзов    | 60 м         | 6,59         |
|              | Олександр Носенко | ядро         | 19,00        |
| —            | Віктор Спасов     | жердина      | NM           |

| Жінки (1) | Жінки (1)     | Жінки (1)  | Жінки (1) |
| Місце     | Атлетка       | Дисципліна | Результат |
| --------- | ------------- | ---------- | --------- |
|           | Тетяна Скачко | довжина    | 6,40      |